# 刘知侠
刘知侠（1917年—1991年），笔名知侠，男，河南汲县人，中国作家，曾任山东省文学艺术界联合会副主席，山东省作家协会主席、名誉主席。代表作有长篇小说《铁道游击队》等。